# Аллагион
Аллагион (греч. ἀλλάγιον) — византийский военный термин, обозначавший воинскую часть. Он появился к концу X столетия, а в XIII веке использовался для обозначения полков византийской армии, сохранившись до конца XIV века.

## Происхождение
Термин означал «ротация обязательств», и появляется во второй половине X века, как дополнительный термин для обозначения кавалерийской банды, состоявшей из 50 — 400 солдат. В X и XI столетиях, в провинциальных аллагиях состояли 50 — 150 воинов, в то время как в центральной имперской армии их численность составляла 320—400 солдат.

## Аллагия Палеологов
К концу 13-го столетия термин заменил ранее существовавшую тагму в разговорном и техническом (хотя термин частично остался в литературе) использовании, для обозначения постоянного полка. Аллагион императора (его военная свита) был заменен двумя подразделениями корпуса «Paramonai» (пешим и конным отрядами). Но каждым отрядом командовал аллагатор (ἀλλαγάτωρ), в то время как проталлагатор командовал корпусом в целом.
Аллагии провинциальной армии были разделены на две группы: «имперскую» и «великую» (μεγάλα ἀλλάγια, megala allagia). Первая базировалась в византийских владениях Малой Азии, а последняя — в европейских. С захватом Малой Азии туркам во время XIII—XIV веков имперская аллагия была распущена. В большой аллагии известны 3 подразделения, названные в честь городов базирования: Фессалоникское (μέγα ἀλλάγιον Θεσσαλονικαῖων), Серреское (Σερριωτικόν μέγα ἀλλάγιον) и Визиэнское (Βιζυητεικόν μέγα ἀλλάγιον) впервые упомянуты в 1286 году и упоминаются до 1355 года, когда эти византийские области перешли во власть сербов и оттоманских турок.
Роль и структура европейской аллагии не ясны полностью, они охватывали области вокруг её городов, соответствуя старым фемам Фессалоники, Стримон и Фракия. Это даёт возможность предположить попытку централизации контроля над провинциальными вооруженными силами, когда политическая власть переходила от столицы к периферии. Подразумевается, что аллагии представляли собой универсальную военную организацию, вовлеченную в вербовку и обслуживание провинциальных войск, из которых были исключены охрана императора и свита губернаторов. С другой стороны они располагались только в некоторых областях, и из них были исключены иностранные наемники.
Воинские силы аллагии включали пограничные войска, предоставлявшие гарнизоны фортам и прониарную конницу. Кроме того, они включали в свой состав малых арендаторов и наемников.